# Photonenmarkierungsanlage

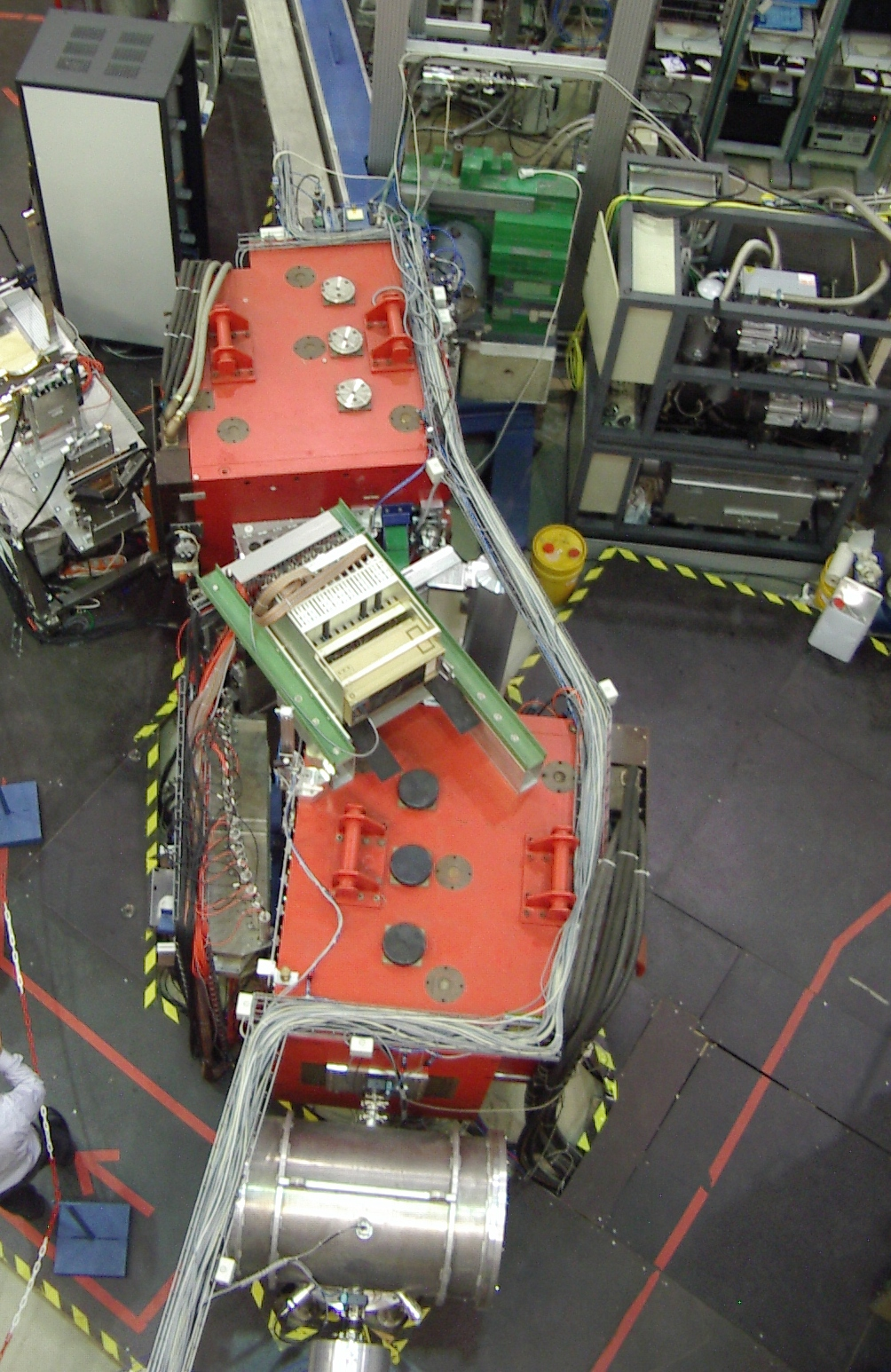
Eine Photonenmarkierungsanlage an der Elektronen-Stretcher-Anlage in Bonn

Eine Photonenmarkierungsanlage ist eine in der Hochenergiephysik verwendete Anlage zur Erzeugung hochenergetischer Photonen mit individuell genau bekannten Eigenschaften, insbesondere Energie, Entstehungszeit und Polarisation. Die Photonenenergie liegt dabei in der Größenordnung von einigen hundert MeV bis zu einigen GeV.

## Funktionsweise
Ausgangspunkt der Photonenerzeugung ist ein hochenergetischer Elektronenstrahl eines Teilchenbeschleunigers. Die Elektronen werden in der Anlage zur Abstrahlung eines hochenergetischen Photons gebracht, alternativ durch Erzeugung von Bremsstrahlung an einem Target oder durch Compton-Streuung von Photonen eines Lasers. Die Photonenenergie ist im Fall eines einzelnen Steuerereignisses nahezu gleich dem Energieverlust des beteiligten Elektrons. Die Rest-Energie, der an einem Streuprozess beteiligten Elektronen wird in einem Spektrometer gemessen und daraus die Energie des Photons errechnet.
Die erzeugten Photonen werden anschließend in einem Experiment verwendet, dessen Detektoren in Koinzidenz mit der Photonenmarkierungsanlage geschaltet sind. Zusätzlich übermittelt die Photonenerzeugungsanlage jeden Photonenenergie-Messwert an das Experiment.

## Standorte von Bremsstrahlungs-Photonenmarkierungsanlagen
- Am Mainzer Mikrotron der Universität Mainz können Photonen bis zu 1,5 GeV erzeugt werden.
- Die Elektronen-Stretcher-Anlage der Universität Bonn erzeugt linear und zirkular polarisierte Photonen bis zu 3,5 GeV.[1][2][3]

- Am TJNAF in Newport News befindet sich zurzeit eine Anlage zur Erzeugung linear polarisierter 12 GeV-Photonen in Bau.[4]

- Am S-DALINAC an der TU Darmstadt befindet sich der Niederenergie-Photonentagger NEPTUN.[5][6]

## Standorte von Compton-Photonenmarkierungsanlagen
- am Europäischen Synchrotronstrahlungs-Forschungszentrum ESRF in Grenoble wurden in den Jahren 1998[7] bis 2008[8] durch Compton-Rückstreuung von Photonen eines ultravioletten Argon-Ionen-Lasers (351,2 nm entsprechend einer Photonenenergie von 3,53 eV) am 6 GeV Elektronenstrahl polarisierte Photonen mit einer maximalen Energie von 1,47 GeV erzeugt.[9]